# Madagaskar na Letnich Igrzyskach Olimpijskich 2004
 Madagaskar  podczas  XXVIII Letnich Igrzysk Olimpijskich w Atenach  reprezentowało 8 sportowców (3 mężczyzn, 5 kobiet). Kraj startował na letnich igrzyskach olimpijskich po raz dziewiąty. Najmłodszym zawodnikiem była Aina Andriamanjatoarimanana (13 lat, 295 dni), a najstarszym Clarisse Rasoarizay (32 lata, 331 dni).

## Reprezentanci
Pływanie 
- 50 m stylem dowolnym kobiet: Tojohanitra Andriamanjatoarimanana – 56. miejsce
- 100 m stylem klasycznym mężczyzn: Jean-Luc Razakarivony – 54. miejsce

  Boks 
- do 48 kg mężczyzn: Lalaina Rabenarivo – 17. miejsce

  Lekkoatletyka 
- 110 m przez płotki mężczyzn: Joseph-Berlioz Randriamihaja – odpadł w ćwierćfinałach
- Maraton Kobiet: Clarisse Rasoarizay – 43. miejsce

  Tenis
- Singel kobiet: Dally Randriantefy – odpadła w 1. rundzie

  Judo
- do 52 kg kobiet: Naina Cecilia Ravaoarisoa – odpadła w 1. rundzie